# تيبور كوكسيس
تيبور كوكسيس (بالمجرية: Kocsis Tibor)‏ هو مغني مجري، ولد في 1 سبتمبر 1981 في كيكسكيميت في المجر.

## وصلات خارجية
- الموقع الرسمي